# 주림
주림(朱林, ? ~ ?)은 일제강점기에 만주 지역에서 만주보민회 소속으로 활동한 공작원이다.

## 생애
1913년에 지린성 창바이의 조선인 교포 단체에서 활동 중이었다. 이때 이미 창바이에서 유력한 인물이었던 것으로 추정된다. 주림은 이동휘가 이끄는 러시아 지역의 항일 단체와 일정한 연계를 가졌고, 1918년에는 지린에서 조선인 교포의 복리 증진을 위해 결성된 동성한교생계회라는 단체에서 창바이 분회 발기인을 맡기도 하는 등 배일 인사로 활동했다.
그러나 1920년 단둥의 안동현조선인회 창바이 지부 고문이 된 무렵부터 일제와 가까워지는 모습을 보였다. 특히 1922년에 일제의 밀정 조직인 만주보민회의 창바이 지부 회장이 된 뒤로는 항일 세력 탄압에 직접 가담했다.
주림이 지부장을 맡은 만주보민회는 대민 선전을 중심으로 항일 세력에 대한 정보 수집과 정탐 등을 담당했다. 일본의 치안력이 넓은 만주의 구석구석까지 미치지 않자 남만주 지역에 대한 통제력을 강화하기 위해 설치된 단체였다. 주림은 이 단체의 지부장으로서 만주로 이주해 온 조선인에 대한 사상 감시와 탄압 작업을 지휘했다. 조선인 가정에 대한 호구 조사를 실시하고 그 결과를 일제에 보고하기도 했다.
이러한 공을 인정받아 1924년에 만주보민회가 해산될 때 일본영사관으로부터 105원의 해산분배금을 받았다. 1928년에 지린 성 건너 편인 함경남도 갑산군에서 혜산진 농민계장이라는 직책을 맡은 것을 마지막으로 행적을 알 수 없다. 《독립신문》의 1922년 보도에 따르면 주림은 단둥에 근거를 두고 남만주 일대를 조종하려 시도하면서 그 지부를 혜산시에 설치하는 등 조선으로 활동 영역을 확장하려 하다가 실패한 바 있었다.

## 사후
- 2007년 대한민국 친일반민족행위진상규명위원회가 친일반민족행위 195인 명단에 포함시켰고, 2008년 발표된 민족문제연구소의 친일인명사전 수록예정자 명단에도 선정되었다.

## 같이 보기
- 만주보민회

## 참고 자료
- 친일반민족행위진상규명위원회 (2007년 12월). 〈주림〉 (PDF). 《2007년도 조사보고서 II - 친일반민족행위결정이유서》. 서울. 2274~2283쪽. 발간등록번호 11-1560010-0000002-10.[깨진 링크(과거 내용 찾기)]